# Blå boken
Ej att förväxla med En blå bok
Blå boken kallades det skriftliga förslag på hur Sveriges finanser skulle kunna förbättras, utarbetat 1668 av en på riksdrotsen Per Brahe den yngres förslag tillsatt kommission.
Skriften följde den 1667 avlidne Gustaf Bondes förslag om begränsningar av donationerna och en återhållsam ekonomisk politik och angrep Magnus Gabriel De la Gardie hårt, och gav hans politik skulden för rikets dåliga finanser. På den följande riksdagen samma år kritiserade Magnus Gabriel De la Gardie hårt skriften med framgång, och den fick ingen omedelbar betydelse för förbundarregeringens finansförvaltning.
Författarna bakom förslaget var framför allt ledande representanter för låg- och nyadeln, som Clas Rålamb, Knut Kurck och Mattias Biörenklou. Även högadliga motståndare till Magnus Gabriel De la Gardies sätt att sköta landets finanser och utrikespolitik fanns med. En av dem var Sten Bielke.